# Grażyna Błęcka-Kolska
Grażyna Alicja Błęcka-Kolska (ur. 16 lutego 1962 w Łodzi) – polska aktorka teatralna i filmowa.

## Życiorys
Dorastała w Łasku. W 1984 ukończyła Państwową Wyższą Szkołę Filmową, Telewizyjną i Teatralną im. Leona Schillera w Łodzi.
Po skończeniu szkoły aktorskiej występowała w Teatrze im. Adama Mickiewicza w Częstochowie. W 1984 zadebiutowała na ekranie rolą narzeczonej Urbanka w miniserialu Rozalka Olaboga.
Popularność przyniosła jej rola Katarzyny Solskiej w komediach filmowych: Kogel-mogel (1988) i Galimatias, czyli kogel-mogel II (1989) Romana Załuskiego. W 2019 roku nastąpiła kontynuacja filmu Miszmasz, czyli kogel-mogel 3, w 2022 Koniec Świata, czyli kogel-mogel 4 oraz w 2024 Baby boom, czyli kogel-mogel 5.
Występowała w Teatrze Telewizji (m.in. w sztuce Wyrok na Franciszka Kłosa Andrzeja Wajdy). W 1994 za rolę w Cudownym miejscu zdobyła nagrodę na Festiwalu Polskich Filmów Fabularnych w Gdyni. Za rolę w Jasminum odebrała Złotą Podkowę na festiwalu Wakacyjne Kadry w 2006. W 2018 na Festiwalu Polskich Filmów Fabularnych w Gdyni otrzymała nagrodę dla najlepszej aktorki.

## Życie prywatne
Do 2011 była żoną reżysera Jana Jakuba Kolskiego, który obsadzał ją we własnych filmach.
24 lipca 2014 spowodowała we Wrocławiu wypadek samochodowy, w wyniku którego zginęła jej 23-letnia córka, Zuzanna. W grudniu 2014 sąd uznał ją winną i skazał na sześć miesięcy pozbawienia wolności z warunkowym zawieszeniem wykonania kary na okres próby lat dwóch. Aby upamiętnić córkę, założyła fundację wpierającą zdolną młodzież – Fabrykę Sensu. Powróciła do kariery aktorskiej rolą w filmie Ułaskawienie, zaś powrót na ekran kinowy umożliwił jej Kogel Mogel III.

## Filmografia

### Filmy fabularne
| Rok  | Tytuł                              | Rola                            | Reżyser              | Uwagi |
| ---- | ---------------------------------- | ------------------------------- | -------------------- | --- |
| 1983 | Odejście                           | (rola nieznana)                 | Bogdan Kowalik       | Debiut |
| 1984 | Mały dekalog                       | (rola nieznana)                 | Jan Jakub Kolski     | Film krótkometrażowy |
| 1988 | Kogel-mogel                        | Katarzyna Solska                | Roman Załuski        | |
| 1989 | Galimatias, czyli kogel-mogel II   | Katarzyna Zawada                | Roman Załuski        | |
| 1989 | Chce mi się wyć                    | dziewczyna ustawiająca manekiny | Jacek Skalski        | |
| 1990 | Pogrzeb kartofla                   | Lachowiczowa                    | Jan Jakub Kolski     | |
| 1992 | Pograbek                           | Kuśtyczka                       | Jan Jakub Kolski     | |
| 1993 | Magneto                            | Lena                            | Jan Jakub Kolski     | |
| 1993 | Jańcio Wodnik                      | Weronka                         | Jan Jakub Kolski     | |
| 1994 | Cudowne miejsce                    | Grażynka Andryszkówna           | Jan Jakub Kolski     | Nagroda za pierwszoplanową rolę kobiecą na 19. Festiwalu Polskich Filmów Fabularnych (1994) |
| 1995 | Szabla od komendanta               | Marianna                        | Jan Jakub Kolski     | |
| 1995 | Grający z talerza                  | Kostucha                        | Jan Jakub Kolski     | |
| 1998 | Historia kina w Popielawach        | Chanutka V                      | Jan Jakub Kolski     | |
| 2000 | Nie ma zmiłuj                      | kierowniczka sklepu             | Waldemar Krzystek    | |
| 2000 | Wyrok na Franciszka Kłosa          | Kłosowa                         | Andrzej Wajda        | |
| 2000 | Nieznana opowieść wigilijna        | Żaneta                          | Piotr Mularuk        | |
| 2003 | Pornografia                        | Maria                           | Jan Jakub Kolski     | |
| 2006 | Jasminum                           | Natasza                         | Jan Jakub Kolski     | Złota Podkowa za najlepszą rolę kobiecą na festiwalu Wakacyjne Kadry (2006) |
| 2009 | Afonia i pszczoły                  | Afonia                          | Jan Jakub Kolski     | Międzynarodowe Forum Filmowe Złoty Rycerz – nagroda za rolę kobiecą (2010) |
| 2010 | Wenecja                            | Weronika                        | Jan Jakub Kolski     | |
| 2013 | Lauf, Junge, Lauf                  | Mania Wróbel                    | Pepe Danquart        | |
| 2014 | Facet (nie)potrzebny od zaraz      | ciocia Emilia                   | Weronika Migoń       | |
| 2015 | 11 minut                           | ciężarna                        | Jerzy Skolimowski    | |
| 2018 | Ułaskawienie                       | Hanka                           | Jan Jakub Kolski     | Nagroda za pierwszoplanową rolę kobiecą na 43. Festiwalu Polskich Filmów Fabularnych (2018), Września (Ogólnopolski Festiwal Sztuki Filmowej „Prowincjonalia”) „Jańcio Wodnik” – Nagroda Specjalna Organizatorów (2019) |
| 2019 | Miszmasz, czyli kogel-mogel 3      | Katarzyna Solska                | Kordian Piwowarski   | |
| 2021 | Las                                | Starucha                        | Joanna Zastróżna     | |
| 2021 | Republika dzieci                   | pani Stenia                     | Jan Jakub Kolski     | |
| 2022 | Koniec świata, czyli kogel-mogel 4 | Katarzyna Solska                | Anna Wieczur-Bluszcz | |
| 2024 | Baby boom, czyli kogel-mogel 5     | Katarzyna Solska                | Anna Wieczur-Bluszcz | |

### Seriale
| Rok       | Tytuł                      | Rola                                           |
| --------- | -------------------------- | ---------------------------------------------- |
| 1984      | Rozalka Olaboga            | narzeczona Urbanka (odc. 5, 6)                 |
| 2001      | Na dobre i na złe          | Galasowa (odc. 72, 73)                         |
| 2003      | Psie serce                 | Danusia Herbanek                               |
| 2004      | Kryminalni                 | Tomecka (odc. 2)                               |
| 2005      | Pensjonat pod Różą         | Marta Gentowa (odc. 44, 45)                    |
| 2009–2010 | Barwy szczęścia            | Matylda (odc. 346, 347, 359, 393)              |
| 2010–2012 | M jak miłość               | Janka Rosner                                   |
| 2012      | Misja Afganistan           | Edyta Ziętacka (odc. 1, 3, 4, 13)              |
| 2013      | Przepis na życie           | matka Kajtka (odc. 50)                         |
| 2013      | Ojciec Mateusz             | Irena Mańkowska (odc. 128)                     |
| 2013      | Hotel 52                   | Anna Turowiak (odc. 81)                        |
| 2013      | Głęboka woda               | sędzia (seria II, odc. 5)                      |
| 2017      | W rytmie sercia            | pielęgniarka Grażyna Urbańska (odc. 9, 11, 12) |
| 2021      | Kruk. Czorny woron nie śpi | terapeutka (odc. 5)                            |